# ベルギー国鉄

ベルギー国鉄のロゴ

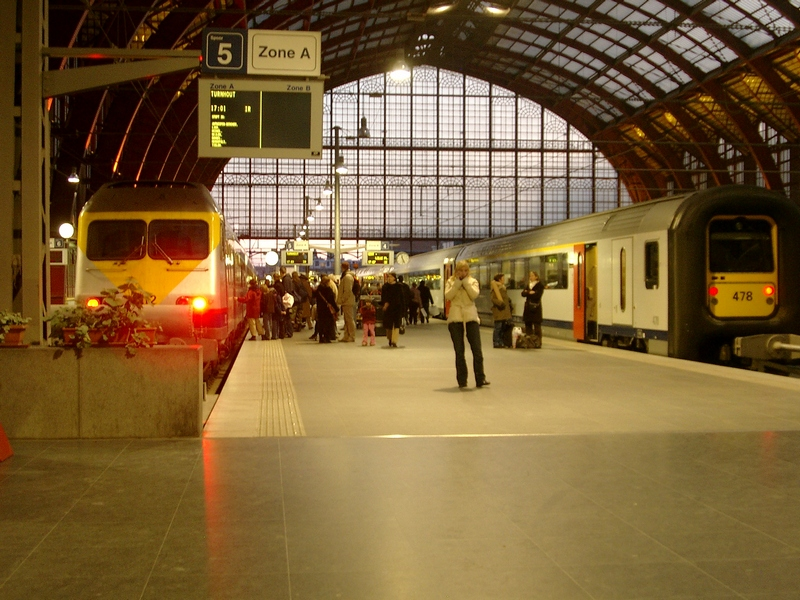
アントウェルペン中央駅

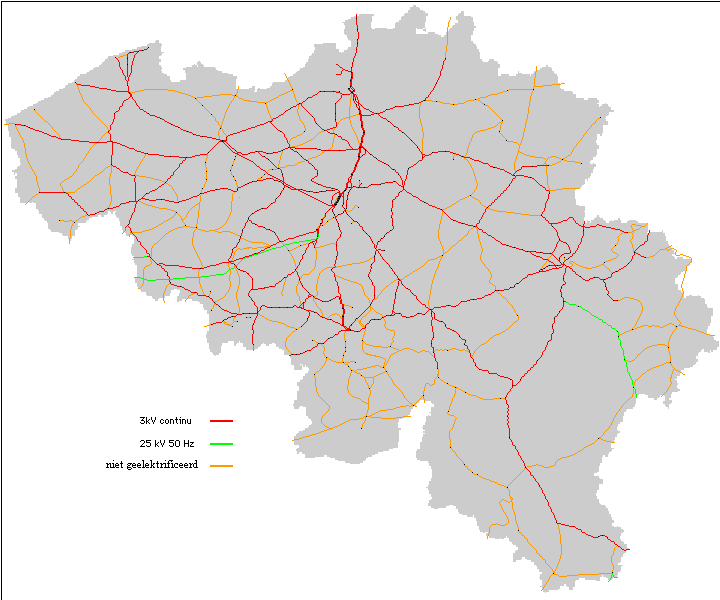
ベルギー国鉄の路線網

ベルギー国鉄（ベルギーこくてつ、オランダ語: NMBS/Nationale Maatschappij der Belgische Spoorwegen、フランス語: SNCB/Société Nationale des Chemins de fer Belges）は、ベルギーの国有鉄道運行会社である。
NMBS/SNCBは1926年に設立された国有企業であるが、1992年に全株政府保有の会社組織に移行後、2005年1月に上下分離が行われSNCB持ち株会社(SNCB-Holding)のもと、インフラ管理、運営、建設、メンテナンスを行うインフラベル(Infrabel)と、旅客と貨物輸送を行うベルギー国鉄(SNCB)に再編成された。
持ち株会社はインフラベルとベルギー国鉄両方の株を所有し両社を統括している。これら上下分離は欧州連合の政策で、ベルギーに限らずEU加盟国の鉄道で広く行われている。将来の鉄道輸送や貨物輸送の自由化を狙ったものでもある。

## 概要
- 営業キロ　3,536km
- 電化キロ　主流は直流電化3kV、交流電化25kV50Hzは351km
- 旅客輸送人員　1億7840万人,86億7600万人/km(2004年)
- 職員数　37,865人(2005年現在)

- 高い人口密度による鉄道輸送量や政府の補助金により、鉄道運賃は比較的安く抑えられている。車両の更新も進められている。

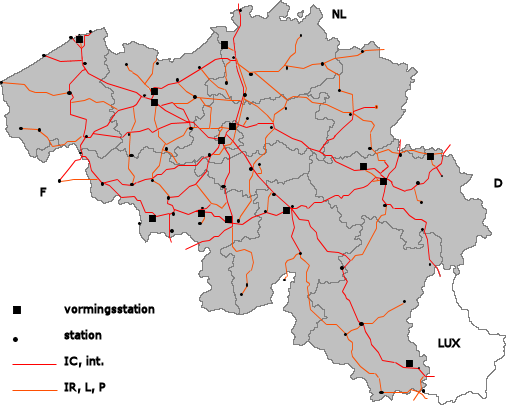
列車系統

## 列車の種類

### 国内列車
- IC（インターシティ）：特急列車。高速新線を最高速度200km/hで走行する系統もある。
- IR（インターリージョナル）：急行列車。
- L（ローカル）：普通列車。
- P（ピークトレイン）：混雑時間帯に運転される普通列車。

### 国際列車
- タリス：フランス・オランダ・ドイツへ直通。
- ユーロスター：英仏海峡トンネル経由でイギリスへ直通。
- TGV：フランス（パリ以外）へ直通。
- ICE：ドイツへ直通。
- ユーロシティ：ルクセンブルク・フランス経由でスイスへ直通、1日3往復のみ。
- ベネルクストレイン：オランダへ直通。国内のIC（インターシティ）と同格。
- そのほか、フランス・ルクセンブルク・オランダへ直通するローカル列車（ICやIRの場合もある）が運転されている。

### 夜行列車
2008年12月14日改正で、ベルギー国内を通過する夜行列車は全て廃止された。

### 近年の動き
1998年に行われたダイヤ改正により、ヨーロッパ各国の中でも最もバランスのとれた接続駅での連絡や種別間の接続を考慮したパターン化された時刻に改定された。国内も国際間の列車もこの規格にあわせてダイヤが組まれている。
貨物列車も隣国、フランス国鉄と共同で高速貨物列車を新設しルクセンブルクやフランスのリヨン経由でスペインやイタリア方面へ貨物列車のネットワークの強化を図っている。2004年には貨物列車の新システムをスタートさせている。
高速鉄道路線の整備も積極的に行われHSL各路線が順次開業している。ブリュッセル首都圏地域ではRER網の整備計画もある。

## 主要な駅
- アントウェルペン中央駅
- ブリュッセル南駅